# Катранишка гробница
Катранишката гробница (на гръцки: Μακεδονικός Τάφος στους Πύργους Κοζάνης) е погребално съоръжение от последната четвърт на IV век пр. Хр., разположено край кайлярското село Катраница (Пирги), Гърция.
Гробницата е открита в 1983 и е разкопана в 1992 година. Изградена е в подножието на Каракамен (Вермио), на един километър от Катраница, вдясно от пътя за Воден (Едеса). Разположението ѝ потвърждава хипотезата, че гробниците са строени на важни пътни артерии. Принадлежи към типа големи сводести македонски гробници на известни семейства, военни и хетери. Ограбена е още в древността и липсват всички украшения. Има една камера с размери 2,83 на 2,55 m. Има проста фасада, покрита с белезникав хоросан.
Гробницата заедно със съседната Войводинска гробница е доказателство за голямото стратегическото значение на тази област в древността.